# Irfan Peljto
Irfan Peljto (Sarajevo, 18. srpnja 1984.) bosanskohercegovački je nogometni sudac koji sudi prvenstveno u Premijer ligi Bosne i Hercegovine. FIFA-in je sudac od 2015. godine i rangiran je kao sudac UEFA-ine elitne kategorije.
Peljto je jedini bosanskohercegovački sudac koji je sudio utakmicu grupne faze i nokaut faze UEFA Lige prvaka.
Peljto je 2013. godine počeo suditi u bosanskohercegovačkoj Premijer ligi. Njegova prva utakmica kao suca bila je 27. srpnja 2013. između Rudar Prijedora i Radnika Bijeljina. Godine 2015. stavljen je na FIFA-inu listu sudaca. Svoju prvu seniorsku međunarodnu utakmicu sudio je 8. lipnja 2019. između Belgije i Kazahstana.
Dana 24. studenog 2021. Peljto je sudio svoju prvu utakmicu grupne faze UEFA Lige prvaka između Beşiktaşa i Ajaxa, postavši prvi sudac iz Bosne i Hercegovine koji je sudio utakmicu UEFA Lige prvaka. Sudio je svoju prvu utakmicu nokaut faze Lige prvaka između RB Leipziga i Real Madrida 13. veljače 2024.
U travnju 2025. Peljto je sudio prvu utakmicu četvrtfinala Lige prvaka između Arsenala i Real Madrida. Dana 12. svibnja 2025. izabran je za suđenje finala UEFA Konferencijske lige 2025. između Real Betisa i Chelseaja, koje će se održati 28. svibnja 2025. na stadionu u Wrocławu, postavši prvi bosanskohercegovački sudac koji je sudio finale UEFA klupskog natjecanja.